# Sultanato di Dahlak
Il Sultanato di Dahlak fu un piccolo regno medioevale che comprese le isole Dahlak e parte della costa africana del Mar Rosso appartenente all'odierna Eritrea. 
Attestato per la prima volta nel 1093, il sultanato beneficiò dalla sua posizione geografica, situato al centro tra l'Etiopia e lo Yemen, oltre che tra l'Egitto e l'India. Dopo la metà del XIII secolo Dahlak perse il suo monopolio commerciale e conseguentemente iniziò a declinare; sia l'impero d'Etiopia che lo Yemen tentarono di imporsi sul sultanato, che venne infine annesso dall'impero ottomano nel 1557 e divenne parte dell'Eyalet di Habesh.

## Storia

### Le origini
Dopo che gli Omayyadi conquistarono le isole Dahlak nel 702 le resero una prigione e meta di coloro costretti all'esilio; questo continuò ad essere l'utilizzo delle isole sotto gli Abbasidi. Dal IX secolo l'arcipelago passò sotto il dominio del re dell'Abissinia. Attorno all'anno 900 il re firmò un trattato d'amicizia con il sultano zyiadide di Zabid (Yemen), e verso la metà del X secolo le isole Dahlak furono costrette a pagare tributi al sultano Isḥāq ibn Ibrāhīm. Nel secolo seguente l'arcipelago fu coinvolto in una lotta di potere tra gli Ziyadidi e i Najahidi, poiché questi ultimi vi fuggirono nel 1061. Diverse battaglie vennero combattute fino al 1086, anno in cui i Najahidi riuscirono a ritornare al potere a Zabid.
Il primo sultano attestabile da una stele funeraria è Mubarak, che morì nel 1093; la sua dinastia apparentemente durò fino al 1230 o al 1249. Durante questo periodo (tra l'XI e il XIII secolo), il sultanato raggiunse la sua più grande prosperità, dovuta principalmente al monopolio del commercio estero dell'entroterra etiope e al suo coinvolgimento nel commercio di transito tra l'Egitto e l'India. Attraverso l'arcipelago inoltre, l'Etiopia poté mantenere le relazioni diplomatiche con lo Yemen. Nella metà del XIII secolo, tuttavia, i re della dinastia Zaguè cominciarono ad utilizzare una nuova rotta commerciale verso sud, con destinazione finale la città portuale di Zeila; il sultanato di conseguenza perse il monopolio commerciale. Nello stesso periodo Ibn Sa'id al-Maghribi riportò che i sultani di Dahlak facessero fatica a restare indipendenti dai Rasulidi.
Dal XII secolo i sultani di Dahlak controllarono l'importante città commerciale di Massaua sulla costa africana del Mar Rosso, governata da un delegato chiamato Nai'b. È possibile che i sultani controllassero ulteriori insediamenti costieri nel continente africano, almeno temporaneamente. Il sultano di Dahlak era noto come Seyuma Bahr (Prefetto del Mare) agli Etiopi.
Poco dopo la morte del sultano Mubarak il sultanato iniziò a coniare moneta, utilizzata per importare prodotti come tessuti dall'Egitto e balsamo di storace.
I musulmani di Dahlak probabilmente non riuscirono a convertire l'Abissinia settentrionale per la presenza radicata e duratura della Chiesa ortodossa etiope; i musulmani erano tollerati solamente in caso si trovassero nella zona per commerciare.

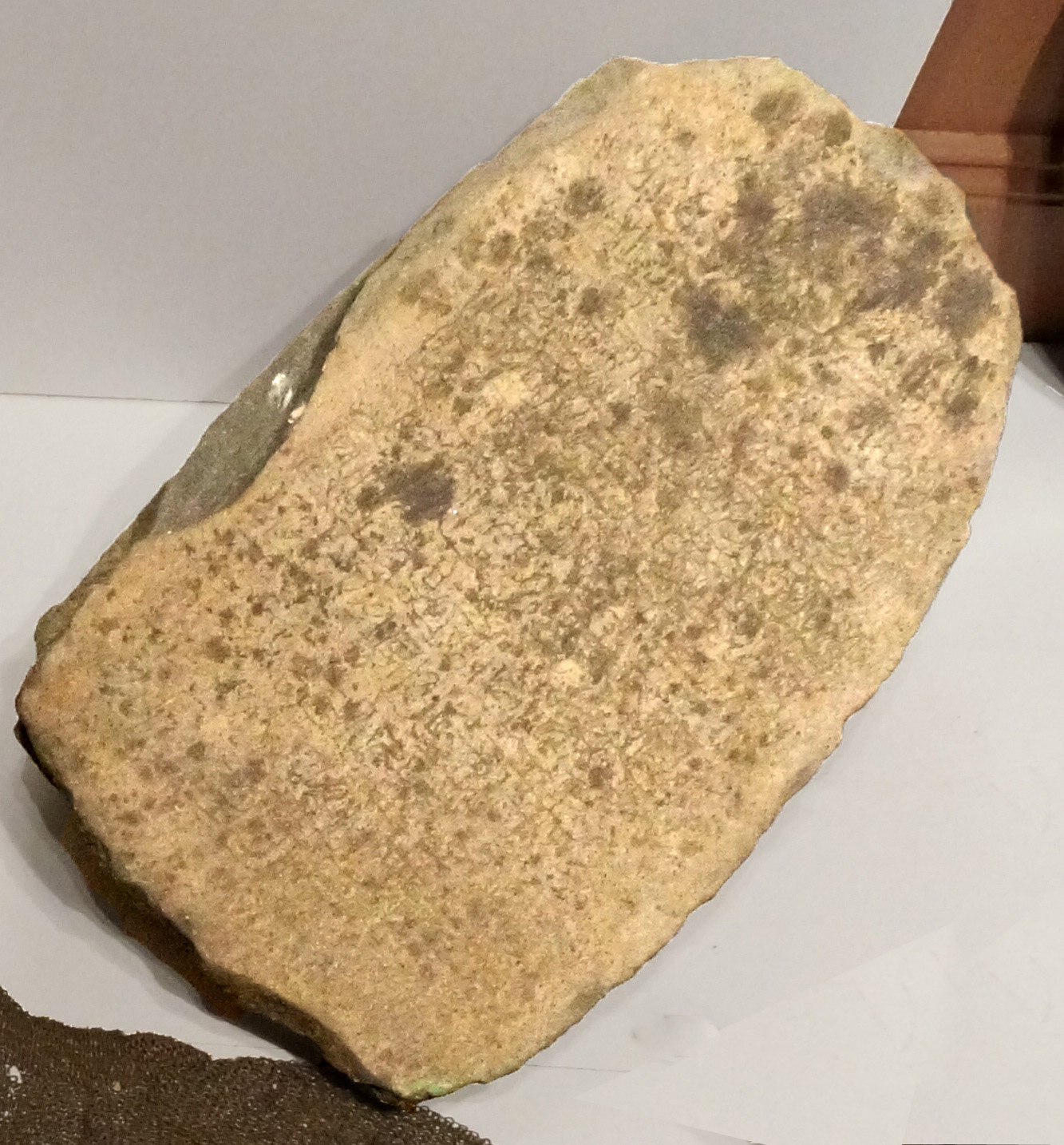
La pietra tombale del sultano Ahmed, morto nel 1540

### Il declino
Nel XV secolo l'economia del sultanato era in declino, ed esso era inoltre obbligato a pagare tributi all'impero d'Etiopia. Nel biennio 1464-1465 Massaua e l'arcipelago di Dahlak vennero saccheggiati dall'imperatore etiope Zara Yaqob. Nel 1513 il sultanato divenne un vassallo dei Tahiridi ed entrò in conflitto con l'impero portoghese nel 1517 e nel 1520, venendo devastato. Nel 1526 il sultano Ahmed fu degradato a tributario.
Il sultanato si riprese per un breve periodo durante la guerra tra Abissinia e sultanato di Adal, nella quale il secondo intraprese una jihad contro l'impero etiope riscuotendo un temporaneo successo. Il sultano Ahmed si schierò col sultanato di Adal e venne ricompensato con la città portuale di Arkiko, che prima del conflitto apparteneva a Medri Bahri. Tuttavia, nel 1541, anno successivo alla morte del sultano Ahmed, i portoghesi ritornarono e distrussero nuovamente il regno. Sedici anni dopo l'arcipelago fu occupato dall'impero ottomano che lo rese parte dell'Eyalet di Habesh; sotto il dominio ottomano le isole persero la loro importanza.

## Dahlak Kebir
Dahlak Kebir, un sito archeologico situato sull'omonima isola, contiene materiali risalenti all'epoca del sultanato. Vennero scoperte circa trecento pietre tombali, che attestarono la presenza di una popolazione cosmopolita proveniente da tutto il mondo islamico. Oltre alle pietre tombali vennero scoperte delle qubba ormai deteriorate. L'insediamento comprendeva delle case ben costruite in pietra e corallo. La popolazione utilizzava delle sofisticate cisterne per assicurarsi una fornitura continua d'acqua.